# Margaret Elphinstone
Margaret Elphinstone (Kent, Inglaterra, 23 de septiembre de 1948 (76 años) es una novelista escocesa.

## Biografía
Margaret Elphinstone nació en Kent y estudió en el Queens' College de Londres y en la Universidad de Durham. Hasta hace poco, fue catedrática de Escritura en el Departamento de Estudios Ingleses en la Universidad de Strathclyde en Glasgow; y ahora está jubilada.Sus áreas de investigación académica son los escritores escoceses y la literatura de las islas alejadas de la costa escocesa.
Hizo exhaustivos viajes de estudio a Islandia, Groenlandia, Labrador and Estados Unidos. Durante 8 años vivió en las islas de Shetland  y es madre de dos niños.
Antes de dedicarse a la docencia en Glasgow en 2003, tuvo varios trabajos en distintos lugares. Algunas de sus experiencias sirvieron de base para sus libros:
- Islanders trata sobre su participación en excavaciones arqueológicas en una de las islas Shetland, Papa Stour.
- Dos libros de jardinería surgieron tras su trabajo como jardinera en Galloway.
- Voyageurs fue escrito tras un año en la Universidad Central de Michigan y de sus aventuras en canoa en Río Ottawa.

## Premios
- 1990 Scottish Arts Council Writer's Bursary
- 1991 Scottish Arts Council Travel Award

por The Sea Road
- 1993 Scottish Arts Council Writer's Bursary
- 1994 Scottish Arts Council Travel Award
- 2001 Scottish Arts Council Spring Book Award

por Hy Brasil
- 1997 Scottish Arts Council Writer's Bursary

por Voyageurs
- 2000 Scottish Arts Council Writer's Bursary